# Creise
Creise är ett berg i Storbritannien.   Det ligger i kommunen Highland och riksdelen Skottland, i den nordvästra delen av landet, 600 km nordväst om huvudstaden London. Toppen på Creise är 1 100 meter över havet.
Terrängen runt Creise är huvudsakligen kuperad, men västerut är den bergig.Runt Creise är det mycket glesbefolkat, med 2 invånare per kvadratkilometer. Närmaste större samhälle är Kinlochleven, 12,4 km nordväst om Creise. Trakten runt Creise består i huvudsak av gräsmarker.